# 合成開口レーダー
合成開口レーダー（英語: SAR; Synthetic Aperture Radar、ごうせいかいこうレーダー）とは、航空機や人工衛星に搭載して利用するレーダーの一種で、レーダー装置側が直線移動することを利用して装置の実際の開口面（レーダーの直径）よりも大きな開口面を持つ仮想的なレーダーとして機能する観測装置。
一般的なレーダー（実開口レーダー）の特徴である雲や降雨の透過、昼夜を問わず観測に使用できるという特徴に加え、合成開口の技術によって同じ大きさのレーダー装置よりも極めて高い解像度をもって観測対象を観測することが可能であり、地球観測衛星の分野においては可視光や赤外線を観測する光学観測衛星と相互に補完するような位置づけで利用される。

## 原理
レーダーに使用されるLバンド、Cバンド、Xバンド、Kuバンド（25mm - 2500mm程度）等は可視光や赤外線（400 - 1400nm程度）に比べて波長が長く雲や雨粒などを透過するため天候の影響をほとんど受けずに地表や海面の観測ができる。しかし、電磁波による観測の分解能は波長に比例するため、同じ大きさのレーダーアンテナと光学レンズで比較するとレーダーの方が10万分の1程度と大幅に性能が劣る。この欠点を補うにはアンテナの直径を極めて大きくする必要があるが、これをアンテナを実際に大きくすることによってではなく、アンテナが直線的に移動することを利用して解決したのが合成開口レーダーである。
合成開口レーダーの基本的な考え方は、観測装置が直線移動する経路上に仮想的なアンテナを多数並べたものとみなすことにある。経路（観測衛星であれば周回軌道）を移動中にパルス状の電波の送信と観測対象からの応答の受信を繰り返し、受信した電波強度の時系列データから事後的な信号処理によってドップラー効果等を考慮して合成し、高い分解能の画像を取得する。「小さな開口面であるアンテナを合成して大きな開口面であるアンテナを実現する」ことから「合成開口」と呼ばれる。これは移動方向の分解能向上であるアジマス圧縮の説明で、移動方向と直交方向の分解能向上であるレンジ圧縮効果は、短時間で送信波の周波数を変化させて擬似的にドップラー同様の効果を実現して得る。取得した信号データは複雑で膨大なデータ量となるためそのままでは利用することができず、必要な処理演算が高負荷であったが、計算機の処理能力やアルゴリズムの発達につれて広い目的に用いられてるようになった。

## 用途
宇宙機への搭載としては1972年にアポロ17号で月面の撮像のために最初に使用され、地球周回衛星としては1978年に海洋観測衛星シーサットに搭載。以降、1989年打ち上げの金星探査機マゼラン、2000年のスペースシャトル（STS-99）のShuttle Radar Topography Mission（SRTM）などで運用された。日本では地球資源衛星ふよう、陸域観測技術衛星だいち、情報収集衛星などに搭載された。
- 偵察衛星など、軍事用
- 惑星探査など、天文学用
- 地球観測によって、海洋研究、気象観測、地学、防災、農業、考古学など

## 干渉合成開口レーダー

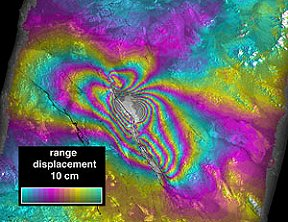
1999年アメリカ・カリフォルニア州南部で起きたヘクターマイン地震（マグニチュード7.1）におけるInSAR画像。縞模様の分布のずれから、断層の位置が推定される。

干渉合成開口レーダー (InSAR: Interferometric SAR) は、同一地点を2ヵ所または2時期に観測して地表の標高や変化の映像を得るもので、現在は地震による地殻変動の観測などに使われて応用が期待される。
長所
- GPSと異なり地上観測点が必要無いため、非常に高い空間分解能が実現可能。
- 人間が到達しにくい山地、砂漠、極地、僻地も観測可能。
- 衛星から能動的に電波を照射するために昼夜や天候を問わず観測可能。

短所
- 時間分解能が低いため、衛星が地上の同じ場所を照射するまでに最低数十日を要する。
- 水蒸気遅延に影響される。
- 衛星と地上物間の距離変化を測定しており、東西・南北・上下の変位3成分の観測は不得手。

## 逆合成開口レーダー
レーダーアンテナの移動ではなく、相手側の移動や姿勢変化を利用して分解能を高める逆合成開口レーダー（ISAR：Inverse SAR）がある。